# هانس لارسون
هانس لارسون (بالسويدية: Hans Larsson)‏ هو كاتب مقالات وفيلسوف سويدي، ولد في 18 فبراير 1862 في  في السويد، وتوفي في 16 فبراير 1944 في لوند في السويد.